# Daniel Veatch
Daniel Veatch (Potomac (Maryland), Estados Unidos, 18 de abril de 1965) es un nadador estadounidense retirado especializado en pruebas de estilo libre, donde consiguió ser campeón mundial en 1986 en los 4x100 metros estilos.

## Carrera deportiva
En el Campeonato Mundial de Natación de 1986 celebrado en Madrid (España), ganó la medalla de oro en los 4x100 metros estilos, nadando el largo de estilo libre, con un tiempo de 3:41.25 segundos, por delante de Alemania Occidental (plata con 3:42.26 segundos) y la Unión Soviética (bronce con 3:42.63 segundos).

## Vida personal
Veatch es abiertamente gay y reside en San Francisco (California).